# Ci

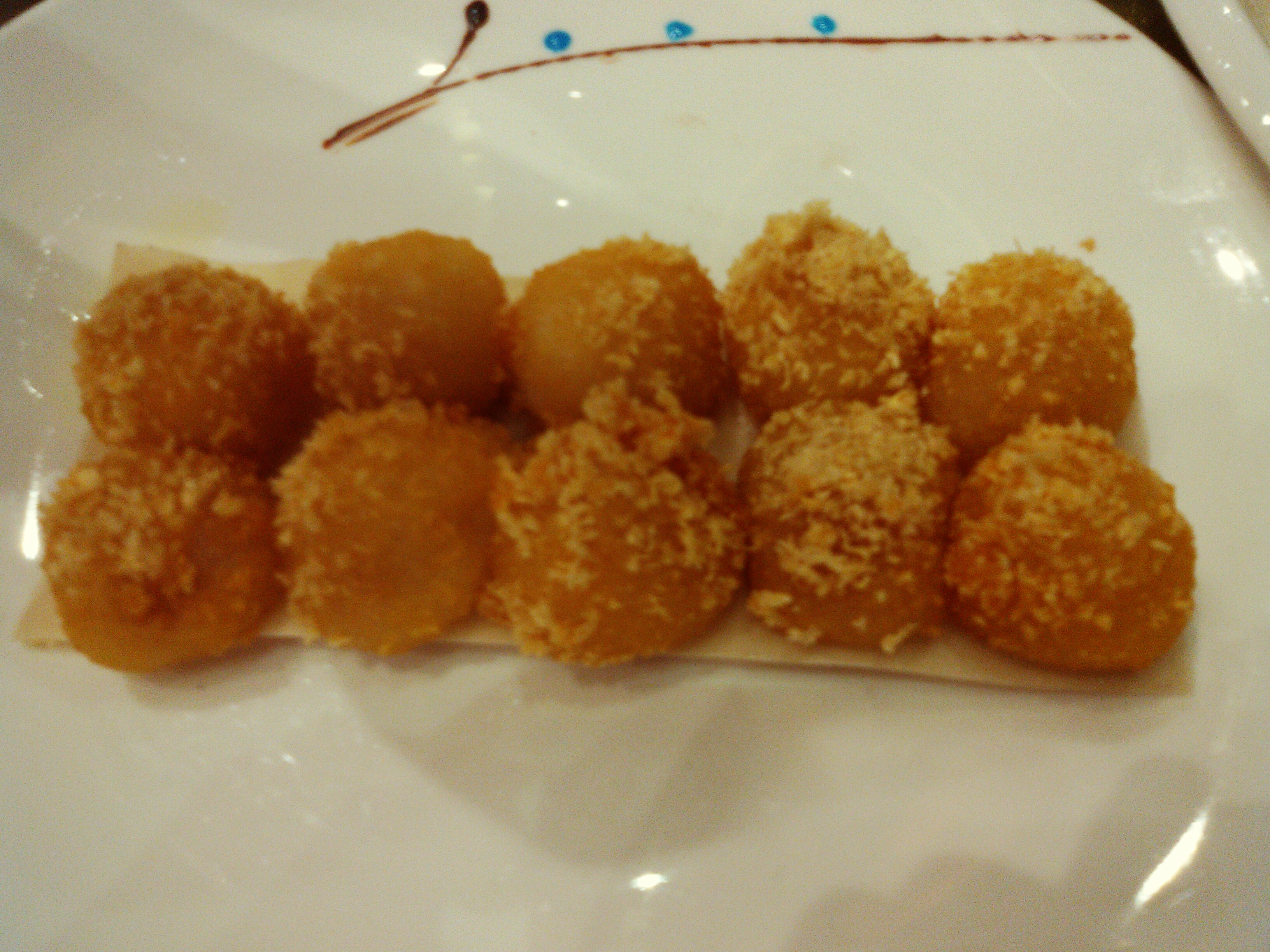
Ci

Een ci (spreek uit als /tsie/) is een Chinees gerecht dat alleen door Fuzhounezen wordt gemaakt tijdens het Chinese feest dongzhi. Het wordt behalve in hanzi geschreven als 糍, ook geschreven als 𥻵.
De ci zien eruit als witte ronde balletjes. Ze zijn gemaakt van gekookte, geplette en gemalen kleefrijst. De ci hebben meestal geen vulling en worden gekookt in suikersoep. Maar als ze een vulling hebben, is deze meestal gemaakt van bruine suiker, pinda's en sesam.
In het Fuzhouhua klinkt ci hetzelfde als tijd, daarom worden ci gegeten om een goede ommekeer in het leven te krijgen.